# Grifo-bengalense
Grifo-bengalense ou grifo-de-bengala (Gyps bengalensis) é uma espécie de abutre seriamente ameaçada. É uma espécie originária da Índia, de médio porte, mede 75-85 centímetros de comprimento, 180–220 cm de envergadura e pesa em média 4.75 kg . O grifo-bengalense, assim como todas as espécies de abutres, é uma ave necrófaga, tendo como dieta principal, carnes de animais em decomposição.
Está ameaçada de extinção devido ao uso de diclofenaco em animais domésticos.
Este abutre constrói o seu ninho em árvores altas, muitas vezes perto de habitações humanas no norte e central da Índia e movem-se quase sempre em bando.[carece de fontes?]